# Pilophyllum
Pilophyllum é um género botânico pertencente à família das orquídeas (Orchidaceae).